# Miacoidea
De Miacoidea is een parafyletische groep van vroege uitgestorven verwanten van de moderne roofdieren (Carnivora). Dieren uit deze groep leefden gedurende het Paleoceen en Eoceen, de eerste twee tijdperken van het Cenozoïcum, ongeveer 66 tot 33,9 miljoen jaar geleden.

## Kenmerken
Miacoïden waren meestal kleine carnivore zoogdieren, die oppervlakkig deden denken aan marters of civetkatten. Ze voedden zich waarschijnlijk met ongewervelde dieren, hagedissen, vogels en kleinere zoogdieren zoals spitsmuizen en knaagdieren, terwijl anderen mogelijk insecteneters waren. Sommige soorten leefden in bomen, andere op de grond. Hun tanden en schedels laten zien dat de miacoïden minder ontwikkeld waren dan de huidige carnivoren.

## Classificatie
De superfamilie Miacoidea is een min of meer kunstmatige groep die de oudste roofdieren van de Carnivoramorpha omvat. De soorten in deze groep hebben wellicht niet al te grote verwantschap. De Miacoidea bestaat uit twee families, de Miacidae en de Viverravidae.